# روکه دیترو
روکه دیترو (انگلیسی: Roque Ditro; ۱۷ اوت ۱۹۳۶ – ۹ آوریل ۲۰۰۱) بازیکن فوتبال اهل آرژانتین بود.
از باشگاه‌هایی که در آن بازی کرده‌است می‌توان به باشگاه فوتبال ریور پلاته، باشگاه فوتبال بوکا جونیورز، و باشگاه فوتبال آرژانتینوس جونیورز اشاره کرد.
وی همچنین در تیم ملی فوتبال آرژانتین بازی کرده‌است.